# Snowboard-Weltcup 2013/14
Der Snowboard-Weltcup 2013/14 begann am 18. August 2013 im neuseeländischen Cardrona und endet am 9. März 2014 im spanischen La Molina. Bei den Männern werden 24 Wettbewerbe ausgetragen (4 Parallel-Riesenslalom, 4 Parallel-Slalom, 8 Snowboardcross, 3 Slopestyle, 4 Halfpipe und 1 Big Air). Bei den Frauen sind es 21 ausgetragene Wettbewerbe (3 Parallel-Riesenslalom, 2 Parallel-Slalom, 8 Snowboardcross, 4 Slopestyle und 4 Halfpipe).

## Männer

### Podestplätze Männer
PGS = Parallel-Riesenslalom

PSL = Parallelslalom

SBX = Snowboardcross

SBS = Slopestyle

HP = Halfpipe

BA = Big Air
| Datum                                                      | Austragungsort   | Disz.    | Sieger                                                               | Zweiter                                                              | Dritter                                                              |
| ---------------------------------------------------------- | ---------------- | -------- | -------------------------------------------------------------------- | -------------------------------------------------------------------- | -------------------------------------------------------------------- |
| 19. August 2013                                            | Cardrona         | SBS      | Wettkampf aufgrund der schlechten Wetterbedingungen abgesagt.        | Wettkampf aufgrund der schlechten Wetterbedingungen abgesagt.        | Wettkampf aufgrund der schlechten Wetterbedingungen abgesagt.        |
| 24. August 2013                                            | Cardrona         | HP       | Ayumu Hirano                                                         | Taku Hiraoka                                                         | Christian Haller                                                     |
| 07. Dezember 2013                                          | Montafon         | SBX      | Markus Schairer                                                      | Omar Visintin                                                        | Kevin Hill                                                           |
| 08. Dezember 2013                                          | Montafon         | SBX Team | Deutschland 1 Konstantin Schad Paul Berg                             | Kanada 1Kevin Hill Jake Holden                                       | Italien 2Luca Matteotti Michele Godino                               |
| 13. Dezember 2013                                          | Ruka             | HP       | Janne Korpi                                                          | Johann Baisamiy                                                      | Markus Malin                                                         |
| 13. Dezember 2013                                          | Carezza          | PGS      | Anton Unterkofler                                                    | Žan Košir                                                            | Lukas Mathies                                                        |
| 14. Dezember 2013                                          | Carezza          | PSL      | Sylvain Dufour                                                       | Alexander Payer                                                      | Lukas Mathies                                                        |
| 21. Dezember 2013                                          | Copper Mountain  | HP       | Taylor Gold                                                          | Gregory Bretz                                                        | Ben Ferguson                                                         |
| 22. Dezember 2013                                          | Copper Mountain  | SBS      | Staale Sandbech                                                      | Torstein Horgmo                                                      | Shaun White                                                          |
| 21. Dezember 2013                                          | Lake Louise      | SBX      | Jarryd Hughes                                                        | Konstantin Schad                                                     | Alex Deibold                                                         |
| 10. Januar 2014                                            | Bad Gastein      | PSL      | Alexander Bergmann                                                   | Andreas Prommegger                                                   | Aaron March                                                          |
| 12. Januar 2014                                            | Bad Gastein      | PSL      | Vic Wild                                                             | Žan Košir                                                            | Simon Schoch                                                         |
| 11. Januar 2014                                            | Vallnord-Arcalís | SBX      | Trevor Jacob                                                         | Stian Sivertzen                                                      | Omar Visintin                                                        |
| 12. Januar 2014                                            | Vallnord-Arcalís | SBX      | Omar Visintin                                                        | Lucas Eguibar                                                        | Luca Matteotti                                                       |
| 17. Januar 2014                                            | Stoneham         | BA       | Petja Piiroinen                                                      | Mans Hedberg                                                         | Antoine Truchon                                                      |
| 18. Januar 2014                                            | Stoneham         | HP       | Ryo Aono                                                             | Jan Scherrer                                                         | Scotty James                                                         |
| 19. Januar 2014                                            | Stoneham         | SBS      | Maxence Parrot                                                       | Niklas Mattsson                                                      | Torgeir Bergrem                                                      |
| 18. Januar 2014                                            | Veysonnaz        | SBX      | Wegen Schneemangels abgesagt, Ersatzrennen am 11. März in Veysonnaz. | Wegen Schneemangels abgesagt, Ersatzrennen am 11. März in Veysonnaz. | Wegen Schneemangels abgesagt, Ersatzrennen am 11. März in Veysonnaz. |
| 19. Januar 2014                                            | Veysonnaz        | SBX Team | Wegen Schneemangels abgesagt.                                        | Wegen Schneemangels abgesagt.                                        | Wegen Schneemangels abgesagt.                                        |
| 18. Januar 2014                                            | Rogla            | PGS      | Lukas Mathies                                                        | Žan Košir                                                            | Sylvain Dufour                                                       |
| 01. Februar 2014                                           | Sudelfeld        | PGS      | Sylvain Dufour                                                       | Lukas Mathies                                                        | Justin Reiter                                                        |
| 7. bis 23. Februar 2014 Olympische Winterspiele in Sotschi |                  |          |                                                                      |                                                                      |                                                                      |
| 06. März 2014                                              | Kreischberg      | SBS      | Mans Hedberg                                                         | Petja Piiroinen                                                      | Philipp Kundratitz                                                   |
| 11. März 2014                                              | Veysonnaz        | SBX      | Fabio Cordi                                                          | Anton Lindfors                                                       | Christopher Robanske                                                 |
| 15. März 2014                                              | La Molina        | SBX      | Paul Berg                                                            | Nikolai Oljunin                                                      | Regino Hernández                                                     |

### Weltcupstände Männer
| Rang | Name            | Punkte |
| ---- | --------------- | ------ |
| 1    | Mans Hedberg    | 2260   |
| 2    | Petja Piiroinen | 2060   |
| 3    | Scotty James    | 1980   |
| 4    | Maxence Parrot  | 1620   |
| 5    | Johann Baisamy  | 1362   |
| 6    | Ryo Aono        | 1258   |
| 7    | Greg Bretz      | 1250   |
| 7    | Taku Hiraoka    | 1250   |
| 9    | Taylor Gold     | 1220   |
| 10   | Jan Scherrer    | 1210   |

| Rang | Name               | Punkte |
| ---- | ------------------ | ------ |
| 1    | Lukas Mathies      | 3740   |
| 2    | Sylvain Dufour     | 3500   |
| 3    | Žan Košir          | 2850   |
| 4    | Vic Wild           | 2285   |
| 5    | Nevin Galmarini    | 2020   |
| 6    | Simon Schoch       | 1932   |
| 7    | Andreas Prommegger | 1900   |
| 8    | Rok Marguč         | 1770   |
| 9    | Benjamin Karl      | 1610   |
| 10   | Aaron March        | 1570   |

| Rang | Name                 | Punkte |
| ---- | -------------------- | ------ |
| 1    | Omar Visintin        | 3076   |
| 2    | Paul Berg            | 2150   |
| 3    | Christopher Robanske | 2120   |
| 4    | Jarryd Hughes        | 2090   |
| 5    | Konstantin Schad     | 2074   |
| 6    | Kevin Hill           | 1722   |
| 7    | Anton Lindfors       | 1670   |
| 8    | Lucas Eguibar        | 1542   |
| 9    | Nikolai Oljunin      | 1509   |
| 10   | Luca Matteotti       | 1507   |

| Rang | Name              | Punkte |
| ---- | ----------------- | ------ |
| 1    | Lukas Mathies     | 2400   |
| 2    | Sylvain Dufour    | 1700   |
| 3    | Žan Košir         | 1600   |
| 4    | Vic Wild          | 1130   |
| 5    | Anton Unterkofler | 1130   |

| Rang | Name               | Punkte |
| ---- | ------------------ | ------ |
| 1    | Sylvain Dufour     | 1740   |
| 2    | Simon Schoch       | 1460   |
| 3    | Lukas Mathies      | 1340   |
| 4    | Žan Košir          | 1250   |
| 5    | Andreas Prommegger | 1200   |

| Rang | Name           | Punkte |
| ---- | -------------- | ------ |
| 1    | Scotty James   | 1400   |
| 2    | Johann Baisamy | 1362   |
| 3    | Ryo Aono       | 1258   |
| 4    | Gregory Bretz  | 1250   |
| 4    | Taku Hiraoka   | 1250   |

| Rang | Name            | Punkte |
| ---- | --------------- | ------ |
| 1    | Mans Hedberg    | 1460   |
| 2    | Maxence Parrot  | 1120   |
| 3    | Petja Piiroinen | 1060   |
| 4    | Staale Sandbech | 1000   |
| 5    | Niklas Mattsson | 840    |

| Rang | Name            | Punkte |
| ---- | --------------- | ------ |
| 1    | Petja Piiroinen | 1000   |
| 2    | Mans Hedberg    | 800    |
| 3    | Antoine Truchon | 600    |
| 4    | Maxence Parrot  | 500    |
| 5    | Alexei Sobolew  | 450    |

## Frauen

### Podestplätze Frauen
PGS = Parallel-Riesenslalom

PSL = Parallelslalom

SBX = Snowboardcross

SBS = Slopestyle

HP = Halfpipe
| Datum                                                      | Austragungsort   | Disz.    | Sieger                                                               | Zweiter                                                              | Dritter                                                              |
| ---------------------------------------------------------- | ---------------- | -------- | -------------------------------------------------------------------- | -------------------------------------------------------------------- | -------------------------------------------------------------------- |
| 19. August 2013                                            | Cardrona         | SBS      | Jamie Anderson                                                       | Jenny Jones                                                          | Cheryl Maas                                                          |
| 24. August 2013                                            | Cardrona         | HP       | Kelly Clark                                                          | Cai Xuetong                                                          | Gretchen Bleiler                                                     |
| 07. Dezember 2013                                          | Montafon         | SBX      | Eva Samková                                                          | Dominique Maltais                                                    | Helene Olafsen                                                       |
| 08. Dezember 2013                                          | Montafon         | SBX Team | Italien 1 Raffaella Brutto Michela Moioli                            | Vereinigte Staaten 1Lindsey Jacobellis Callan Chythlook-Sifsof       | Frankreich 1Chloé Trespeuch Nelly Moenne-Loccoz                      |
| 13. Dezember 2013                                          | Ruka             | HP       | Li Shuang                                                            | Rebecca Sinclair                                                     | Clémence Grimal                                                      |
| 13. Dezember 2013                                          | Carezza          | PGS      | Patrizia Kummer                                                      | Tomoka Takeuchi                                                      | Jekaterina Tudegeschewa                                              |
| 14. Dezember 2013                                          | Carezza          | PSL      | Caroline Calve                                                       | Jekaterina Tudegeschewa                                              | Selina Jörg                                                          |
| 21. Dezember 2013                                          | Copper Mountain  | HP       | Kelly Clark                                                          | Arielle Gold                                                         | Gretchen Bleiler                                                     |
| 22. Dezember 2013                                          | Copper Mountain  | SBS      | Sarka Pancochova                                                     | Isabel Derungs                                                       | Elena Könz                                                           |
| 21. Dezember 2013                                          | Lake Louise      | SBX      | Lindsey Jacobellis                                                   | Dominique Maltais                                                    | Helene Olafsen                                                       |
| 10. Januar 2014                                            | Bad Gastein      | PSL      | Patrizia Kummer                                                      | Ester Ledecká                                                        | Marion Kreiner                                                       |
| 12. Januar 2014                                            | Bad Gastein      | PSL      | Patrizia Kummer                                                      | Julia Dujmovits                                                      | Ester Ledecká                                                        |
| 11. Januar 2014                                            | Vallnord-Arcalís | SBX      | Dominique Maltais                                                    | Aleksandra Schekowa                                                  | Lindsey Jacobellis                                                   |
| 12. Januar 2014                                            | Vallnord-Arcalís | SBX      | Eva Samková                                                          | Dominique Maltais                                                    | Lindsey Jacobellis                                                   |
| 18. Januar 2014                                            | Stoneham         | HP       | Rana Okada                                                           | Yuki Furihata                                                        | Hikaru Ōe                                                            |
| 19. Januar 2014                                            | Stoneham         | SBS      | Christy Prior                                                        | Cheryl Maas                                                          | Anna Gasser                                                          |
| 18. Januar 2014                                            | Veysonnaz        | SBX      | Wegen Schneemangels abgesagt, Ersatzrennen am 11. März in Veysonnaz. | Wegen Schneemangels abgesagt, Ersatzrennen am 11. März in Veysonnaz. | Wegen Schneemangels abgesagt, Ersatzrennen am 11. März in Veysonnaz. |
| 19. Januar 2014                                            | Veysonnaz        | SBX Team | Wegen Schneemangels abgesagt.                                        | Wegen Schneemangels abgesagt.                                        | Wegen Schneemangels abgesagt.                                        |
| 18. Januar 2014                                            | Rogla            | PGS      | Ester Ledecká                                                        | Tomoka Takeuchi                                                      | Julia Dujmovits                                                      |
| 01. Februar 2014                                           | Sudelfeld        | PGS      | Patrizia Kummer                                                      | Tomoka Takeuchi                                                      | Julia Dujmovits                                                      |
| 7. bis 23. Februar 2014 Olympische Winterspiele in Sotschi |                  |          |                                                                      |                                                                      |                                                                      |
| 06. März 2014                                              | Kreischberg      | SBS      | Šárka Pančochová                                                     | Henna Ikola                                                          | Klaudia Medlova                                                      |
| 11. März 2014                                              | Veysonnaz        | SBX      | Dominique Maltais                                                    | Nelly Moenne-Loccoz                                                  | Aleksandra Schekowa                                                  |
| 15. März 2014                                              | La Molina        | SBX      | Dominique Maltais                                                    | Lindsey Jacobellis                                                   | Raffaella Brutto                                                     |

### Weltcupstände Frauen
| Rang | Name             | Punkte |
| ---- | ---------------- | ------ |
| 1    | Šárka Pančochová | 2720   |
| 2    | Kelly Clark      | 2000   |
| 3    | Cheryl Maas      | 1800   |
| 4    | Rebecca Sinclair | 1640   |
| 5    | Rana Okada       | 1520   |
| 6    | Li Shuang        | 1380   |
| 7    | Christy Prior    | 1379   |
| 8    | Jamie Anderson   | 1360   |
| 9    | Yuki Furihata    | 1330   |
| 10   | Sophie Rodriguez | 1220   |

| Rang | Name                    | Punkte |
| ---- | ----------------------- | ------ |
| 1    | Patrizia Kummer         | 4800   |
| 2    | Ester Ledecká           | 3700   |
| 3    | Julia Dujmovits         | 2730   |
| 4    | Jekaterina Tudegeschewa | 2540   |
| 5    | Tomoka Takeuchi         | 2526   |
| 6    | Marion Kreiner          | 2510   |
| 7    | Caroline Calvé          | 2219   |
| 8    | Selina Jörg             | 1928   |
| 9    | Jekaterina Iljuchina    | 1830   |
| 10   | Ina Meschik             | 1660   |

| Rang | Name                | Punkte |
| ---- | ------------------- | ------ |
| 1    | Dominique Maltais   | 5400   |
| 2    | Lindsey Jacobellis  | 3760   |
| 3    | Aleksandra Schekowa | 2850   |
| 4    | Yuka Fujimori       | 2450   |
| 5    | Eva Samková         | 2430   |
| 6    | Nelly Moenne-Loccoz | 2100   |
| 7    | Helene Olafsen      | 2010   |
| 8    | Charlotte Bankes    | 1800   |
| 9    | Chloé Trespeuch     | 1492   |
| 10   | Zoe Gillings        | 1400   |

| Rang | Name            | Punkte |
| ---- | --------------- | ------ |
| 1    | Patrizia Kummer | 2400   |
| 2    | Tomoka Takeuchi | 2400   |
| 3    | Ester Ledecká   | 1850   |
| 4    | Julia Dujmovits | 1490   |
| 5    | Marion Kreiner  | 1190   |

| Rang | Name                    | Punkte |
| ---- | ----------------------- | ------ |
| 1    | Patrizia Kummer         | 2400   |
| 2    | Ester Ledecká           | 1850   |
| 3    | Jekaterina Tudegeschewa | 1380   |
| 4    | Marion Kreiner          | 1320   |
| 5    | Julia Dujmovits         | 1240   |

| Rang | Name             | Punkte |
| ---- | ---------------- | ------ |
| 1    | Kelly Clark      | 2000   |
| 2    | Rebecca Sinclair | 1640   |
| 3    | Rana Okada       | 1520   |
| 4    | Li Shuang        | 1380   |
| 5    | Yuki Furihata    | 1330   |

| Rang | Name             | Punkte |
| ---- | ---------------- | ------ |
| 1    | Šárka Pančochová | 2500   |
| 2    | Cheryl Maas      | 1800   |
| 3    | Christy Prior    | 1379   |
| 4    | Jamie Anderson   | 1360   |
| 5    | Anna Gasser      | 1119   |